# Teofanía (álbum)
Teofanía (basado en Éxodo 24:17) es el título del tercer álbum del rapero Christian Ponce, conocido anteriormente como El Sica, que fue anunciado para lanzarse en mayo de 2022 por el sello de Alex Zurdo, AZ Music, y la distribución de Heaven Music. Este álbum sería el primero del artista puertorriqueño de contenido exclusivamente cristiano.
El álbum cuenta con las participaciones de Alex Zurdo, Funky, Redimi2, Indiomar, Musiko, entre otros. El primer sencillo de este proyecto fue la colaboración entre Ponce y Alexxander, «Quiero verte (Remix)». Además, en sus redes sociales Ponce compartió el día 22 de Marzo la lista de canciones del álbum, y su fecha de estreno en las plataformas digitales.

## Lista de canciones
| N.º | Título                                                                          | Productor(es)                  | Duración |  |
| 1.  | «El Nuevo Tratado» (feat. Alex Zurdo, Funky, Redimi2, Indiomar, Musiko y Gaona) | Tones El De La Química, Xerran | 7:28     |  |
| 2.  | «Si Cristo Rapeara (Reggaeton)»                                                 | Tones El De La Química         | 2:58     |  |
| 3.  | «Me Cansé»                                                                      | Abelss                         | 3:23     |  |
| 4.  | «Me Encontraste» (feat. Alex Zurdo)                                             | Obrinn                         | 3:49     |  |
| 5.  | «Gozo» (feat. Redimi2 y Gaona)                                                  | Tones El De La Química         | 3:54     |  |
| 6.  | «La Vida Entregué» (feat. Musiko)                                               | Tones El De La Química, Xerran | 3:58     |  |
| 7.  | «Ayúdame» (feat. Emanuel Lara)                                                  | Tones El De La Química         | 3:37     |  |
| 8.  | «Envíame Ángeles» (feat. Lyanne Maire)                                          | Tones El De La Química         | 4:35     |  |
| 9.  | «Sigo Aquí»                                                                     | Juanse Pineda                  | 3:01     |  |
| 10. | «Ya No Soy Igual» (feat. Funky)                                                 | Ito Martis                     | 3:36     |  |
| 11. | «Tu Presencia» (feat. Indiomar)                                                 | Tones El De La Química         | 4:22     |  |
| 12. | «Bájale 2» (feat. Ander Bock y Jay Kalyl)                                       | Tones El De La Química         | 4:10     |  |
| 13. | «Si Cristo Rapeara (Versión Acústica)»                                          | Tones El De La Química         | 3:02     |  |
| 14. | «Quiero Verte (Remix)» (feat. Alexxander)                                       | Doza                           | 3:52     |  |

## Vídeos oficiales
| Fecha de lanzamiento    | Título                                 | Invitado     | Director                              |
| ----------------------- | -------------------------------------- | ------------ | ------------------------------------- |
| 3 de septiembre de 2021 | «Quiero Verte (Remix)»                 | Alexxander   | Pablo Robles                          |
| 5 de abril de 2022      | «Me Cansé»                             |              | Jorge Marreto                         |
| 26 de abril de 2022     | «Si Cristo Rapeara (Versión Acústica)» |              | Steven Rivera Díaz                    |
| 17 de mayo de 2022      | «Me Encontraste»                       | Alex Zurdo   | Alexavier López (VFX por Ivan 2Filoz) |
| 3 de junio de 2022      | «La Vida Entregué»                     | Musiko       | Steven Rivera Díaz                    |
| 1 de julio de 2022      | «Ya No Soy Igual»                      | Funky        | Alexavier López                       |
| TBA                     | «Envíame Ángeles»                      | Lyanne Marie | Alexavier López                       |